# Марија Миљковић (песник)
Марија Миљковић је српска песникиња и доцент Филозофског факултета Универзитета у Приштини.

## Биографија
Дипломирала је српску књижевности и језик на Филозофском факултету Универзитета у Приштини са привременим седиштем у Косовској Митровици, са темом историја српске књижевности 2007. На истом факултету је магистрирала са темом „Марко Краљевић у записима епских народних песама са Косова и Метохије” 2014. године. Радила је као секретар Катедре за српску књижевност и језик од 1. октобра 2015. године, а данас ради као доцент.
Активно је учествовала у организовању културних дешавања и промоција на Факултету, као и у припремању програма за свечану доделу диплома свршеним студентима основних и мастер академских студија. Члан је Удружења фолклориста Србије и Друштва за српски језик и књижевност Србије у којем је активно учествовала приликом одржавања општинског и окружног такмичења из српског језика и језичке културе, као и из Књижевне олимпијаде. Потпредседница је Подружнице Косова и Метохије за српски језик и књижевност Србије.
Члан је жирија на општинској и окружној смотри рецитатора „Песниче народа мог” која се сваке године одржава у марту и априлу у организацији Установе за спорт, омладину и специјализоване услуге у Косовској Митровици, конкурса за најлепшу љубавну песму на на којој се разматрају радови ученика основног и средњег образовања у Косовској Митровици и књижевне награде „Тома Радосављевић” за најбољу кратку причу, песму и есеј у организацији културног центра „Сава Дечанац” из Лепосавића.
Бави се истраживањем народне књижевности Косова и Метохије, народних епских песама Косова и Метохије и епске биографије Марка Краљевића, као и теренским истраживањем. Објавила је збирку песама „Присност с невидљивим” 1999. године.

### Радови
- Миљковић, Марија (2013). Марко Краљевић (запис Дене дебељковића, интернационални мотив муж на свадби своје жене), Зборник радова Филозофског факултета Универзитета у Приштини, XLIII (књига 1), Косовска Митровица, 2013, 273-283.

- Миљковић, Марија (2014). Прилог проучавању Маркових мегдана на корпусу епских песама са Косова и Метохије, Зборник радова Филозофског факултета Универзитета у Приштини, XLIV  (књига 1), Косовска Митровица,  2014, 17 – 36.

- Миљковић, Марија (2014). ЉУБА КРАЉЕВИЋА МАРКА У ЕПСКИМ НАРОДНИМ ПЕСМАМА СА КОСОВА И МЕТОХИЈЕ (повод за сукоб и кључ разрешења), Зборник радова Филозофског факултета Универзитета у Приштини, XLV (књига 1), Косовска Митровица, 2014, 327-340.
- Миљковић, Марија (2016). Жанрови народне књижевности у стваралаштву Григорија Божовића, Поетика Григорија Божовића (тематски зборник водећег националног значаја), Косовска Митровица, 2016, 237-255.
- Миљковић, Марија (2016). „Златна јабука и девет пауница” (драматизација народне бајке), у: Школски час српског језика и књижевности, бр. 2, Београд, ИП Ваша књига, 2016, 77-88.